# روتانا كيدز
روتانا كيدز هي قناة سعودية أطلقتها شبكة قنوات روتانا موجهة لفئة الأطفال من 3 سنوات إلى 12 سنة، وقد جاء افتتاح القناة في أوائل شهر أبريل تزامنا مع جائحة فيروس كورونا لتشجع الأطفال على المكوث في المنازل لتمتعهم طول اليوم، بشكل مجاني دون تشفير.

## انظر ايضاً
- روتانا
- روتانا دراما
- روتانا خليجية
- روتانا سينما
- روتانا كوميدي
- روتانا موسيقى
- روتانا زمان
- روتانا أفلام
- روتانا كلاسيك